# Emden (1925)
Pour les autres navires du même nom, voir SMS Emden.
Le croiseur léger Emden est un navire de guerre allemand de la Reichsmarine puis de la Kriegsmarine. Il s'agit du troisième navire de guerre allemand nommé d'après la ville d'Emden.

## Histoire
Après le traité de Versailles en 1919, le premier conseil[Quoi ?] pour la construction de navires est inclus dans le budget de 1921. Ces premiers navires sont des croiseurs de la Kaiserliche Marine de Classe Cöln. À l'origine, on devait utiliser l'une de ces coques inachevées mais la Commission de contrôle militaire interalliée l'interdit. Les navires sont alors démolis mais certaines parties sont sauvegardées pour une nouvelle construction.
Le 7 janvier 1925, l'Emden est mis à l'eau au Kriegsmarinewerft. La construction a été retardée par des problèmes de financement en raison de l'hyperinflation de la république de Weimar et des difficultés dans l'achat des matériaux ainsi que des modifications demandées par la Commission de contrôle sur les tourelles. Le plan original était de 8 canons de 15 cm avec 4 double affûts, ce qui aurait fait du navire l'un des plus avancés de son temps. Or, le traité de Versailles interdit le développement de nouveaux systèmes d'armes, y compris les nouvelles tourelles. L'Emden ressemble donc à ses prédécesseurs.
La mise en service a lieu le 15 octobre 1925. Le SMS Niobe est déclassé.
L'Emden sert de navire-école et effectue plusieurs voyages dans ce cadre :
- Premier voyage --- 14 novembre 1926 au 14 mars 1928

Atlantique, Le Cap, les îles Cocos, Japon, Alaska, Cap Horn, Rio de Janeiro, Açores, Espagne.
Durant ce voyage, il franchit la fosse des Philippines qu'on mesure à 10 400 m, il s'agit de la première mesure de plus de 10 000 m de profondeur. Le point est baptisé "point Emden".

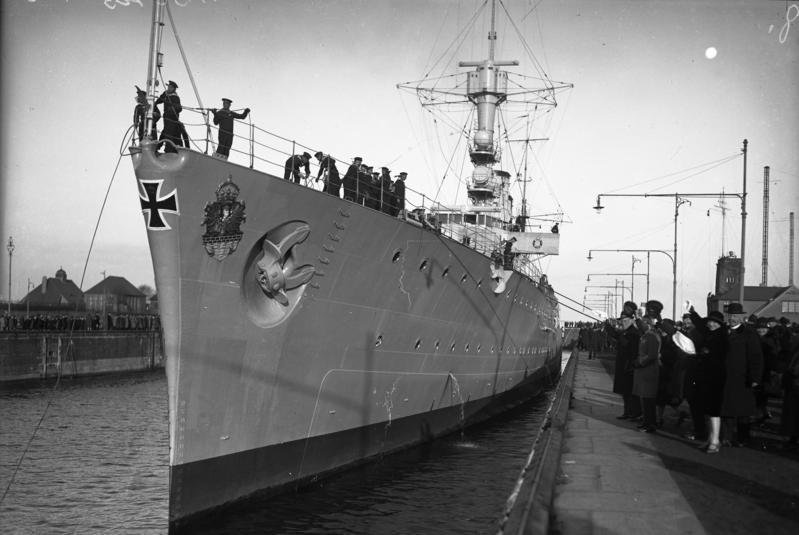
LEmden à Kiel en 1928

- Second voyage --- 5 décembre 1928 au 3 décembre 1929

Canal de Suez, Australie, Hawaii, Canal de Panama, Las Palmas (Canaries).
- Troisième voyage --- 13 janvier au 13 mai 1930

Madère, Nouvelle-Orléans, Jamaïque, Puerto Rico, Las Palmas, Santa Cruz.
- Quatrième voyage --- 1er décembre 1930 au 8 décembre 1931

Vigo (Espagne), Canal de Suez, Colombo, Trincomali, Bangkok, Manille, Nanjing, Shanghai, Nagasaki, Osaka, Nii Jima, Tsuruga, Hakkodate, Ateru, Yokohama, Guam, Îles Cocos, Île Maurice, Durban, Lobito, Luanda, Freetown, Saint-Vincent, Las Palmas, Santander.
Après ces années de service comme navire de formation, il est temporairement hors service en 1933 et 1934 pour d'importants travaux de rénovation. Le foyer de la chaudière est converti du charbon au pétrole, l'augmentation de l'offre de carburant possible, des grands tubes lance-torpilles sont installés. Il redevient navire-école des cadets jusqu'en 1939.

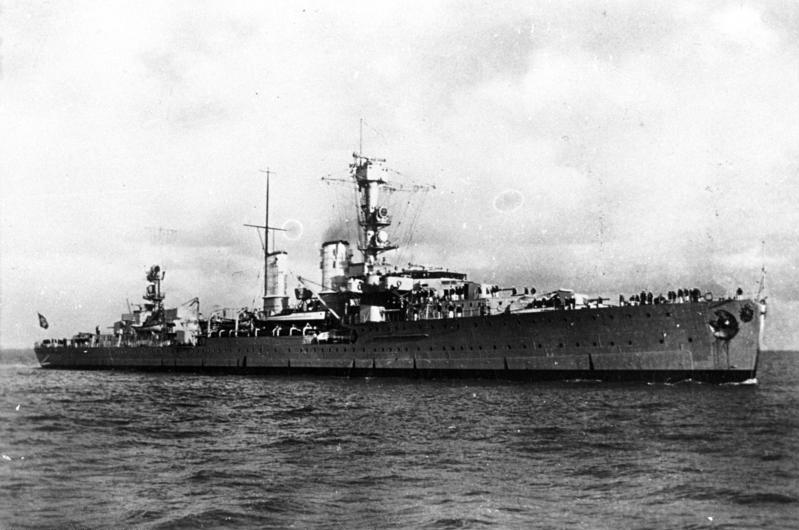
LEmden en 1935

- Cinquième voyage --- 10 novembre 1934 au 14 juin 1935

Santa Cruz (Tenerife), Le Cap, Trinconmali, Indochine, Canal de Suez, Alexandrie, Carthagène, Santa Cruz, Ponta Delgada, Lisbonne, Vigo.
- Sixième voyage --- 25 octobre 1935 au 12 juin 1936

Açores, Caraïbes, Venezuela, Canal de Panama, Portland (Oregon), Honolulu, Hawaii, Canal de Panama, Baltimore, Montréal, Barcelone.
- Septième voyage --- 10 octobre 1936 au 23 avril 1937

Cagliere (Sardaigne), Varna (Bulgarie), Canal de Suez, Ceylan, Thaïlande, Japon, Chine, Canal de Suez, Falmouth (Royaume-Uni).
- Huitième voyage --- 11 octobre 1937 au 23 avril 1938

Espagne, Canal de Suez, Colombo, Surabaya / Balawan, Massawa (Afrique de l'Est), Atlantique.
- Neuvième voyage --- 26 juillet au 15 décembre 1938

Norvège, Reykjavik, Vigo, Açores, les Bermudes, Madère, Wilhelmshaven jusqu'au 10 octobre, Constanta (Roumanie), Varna, Istanbul, Rhodes, Vigo.
Du 29 mars au 15 avril 1939, le navire sert dans le service de protection de la pêche. 
Le 1er avril 1939, il est photographié depuis l'aviso garde-pêche français Ailette près de Reykjavik.
Le 4 septembre 1939 à Wilhelmshaven, l'Emden est endommagé à la proue par un Bristol Blenheim ; il y a neuf morts et vingt blessés. 
En 1940, il participe à l'opération Weserübung et se rend dans l'Oslofjord où le Blücher (1937) sombre le 9 avril. L'Emden est endommagé par le mouilleur de mines norvégien Olaf Tryggvason, et ne participe alors plus aux combats. Le 10 avril, il amarre à Oslo et effectue trois services jusqu'au 7 juin puis est transféré à Świnoujście.
Comme il ne participe plus à des batailles, il sert de nouveau de navire-école. Après une période de chantier à partir de novembre 1940 au 15 février 1941, le navire est prêt à servir. Du 26 au 27 septembre 1941, il soutient les opérations de débarquement sur les îles de la Baltique et tire avec le croiseur Köln (1928) environ 600 obus de calibre 15 cm sur les batteries côtières soviétiques de Saaremaa. Il sert ensuite encore de navire-école et revient au chantier de Wilhelmshaven de juin à novembre 1942. Du 19 au 21 septembre, du 1er au 2 et du 5 au 6 octobre 1944, il participe à des opérations de pose de mines dans le détroit de Skagerrak. Le 9 décembre, il revient dans l'Oslofjord. Le 25 décembre 1944, il vient à Königsberg pour ensuite aller au chantier de Schichau-Werke.
Le 23 janvier 1945, l'ordre de marche est donné en raison de l'approche de l'Armée rouge. Il accompagne le transfert depuis le mémorial de Tannenberg des corps de Paul von Hindenburg et de son épouse jusqu'à Baltiïsk. Les 9 et 10 avril, le navire est gravement endommagé par les bombardements. Le 15 avril, il est remorqué dans la baie de Kiel avec une gîte de 15 degrés à bâbord. Il est démantelé le 26 avril. L'Emden est sabordé le 3 mai 1945 dans la baie sous le commandement du capitaine-lieutenant Helmut Kummer ; les restes sont démolis en 1948.

## Commandement
- Kapitän zur See Richard Foerster – 15 octobre 1925 au 23 septembre 1928
- Fregattenkapitän/Kapitän zur See Lothar von Arnauld de La Perière – 24 septembre 1928 au 10 octobre 1930
- Fregattenkapitän/Kapitän zur See Robert Witthoeft-Emden – 11 octobre 1930 au 21 mars 1932
- Fregattenkapitän Werner Grassmann – 22 mars 1932 au 1er avril 1933
- Fregattenkapitän Karl Dönitz – 29 septembre 1934 au 21 septembre 1935
- Kapitän zur See Johannes Bachmann – 21 septembre 1935 au 25 août 1936
- Kapitän zur See Walter Georg Lohmann – 26 août 1936 au 19 juin 1937
- Fregattenkapitän Bernhard Liebetanz – 20 juin au 27 juillet 1937
- Fregattenkapitän/Kapitän zur See Leopold Bürkner – 28 juillet 1937 au 15 juin 1938
- Kapitän zur See Paul Wever - 15 juin 1938 au 5 mai 1939
- Kapitän zur See Werner Lange – 8 mai 1939 au 28 août 1940
- Kapitän zur See Hans Mirow – 29 août 1940 au 19 juillet 1942
- Kapitän zur See Friedrich Traugott Schmidt – 20 juillet 1942 au 9 septembre 1943
- Kapitän zur See Hans Henigst – 10 septembre 1943 à mars 1944
- Fregattenkapitän/Kapitän zur See Hans-Eberhard Meisner - mars 1944 à janvier 1945
- Kapitän zur See Wolfgang Kähler - janvier 1945 à mars 1945
- Fregattenkapitän Ernst-Ludwig Wickmann - mars 1945 au 26 avril 1945